# Huang Shixiang
Huang Shixiang est un comédien de l'opéra de Pékin connu pour avoir joué de nombreuses pièces comme "la rivière de jade", Taijun Shichao (太君辞朝) ou encore Hongzong Liema "紅鬃烈馬". Il est notamment connu pour être le fils de la célèbre comédienne Xue Yuanqi et le fils du prince Puguang lui-même fils du prince ministre de la marine Zaixun,,,,.